# Mục Hoằng
Mục Hoằng (穆弘) là một nhân vật hư cấu trong tiểu thuyết cổ điển Trung Hoa Thủy hử. Ông là vị anh hùng đứng thứ 24 trong 108 anh hùng Lương Sơn Bạc, có biệt hiệu Một già lan (Không che giấu). Ông là anh trai của Mục Xuân.

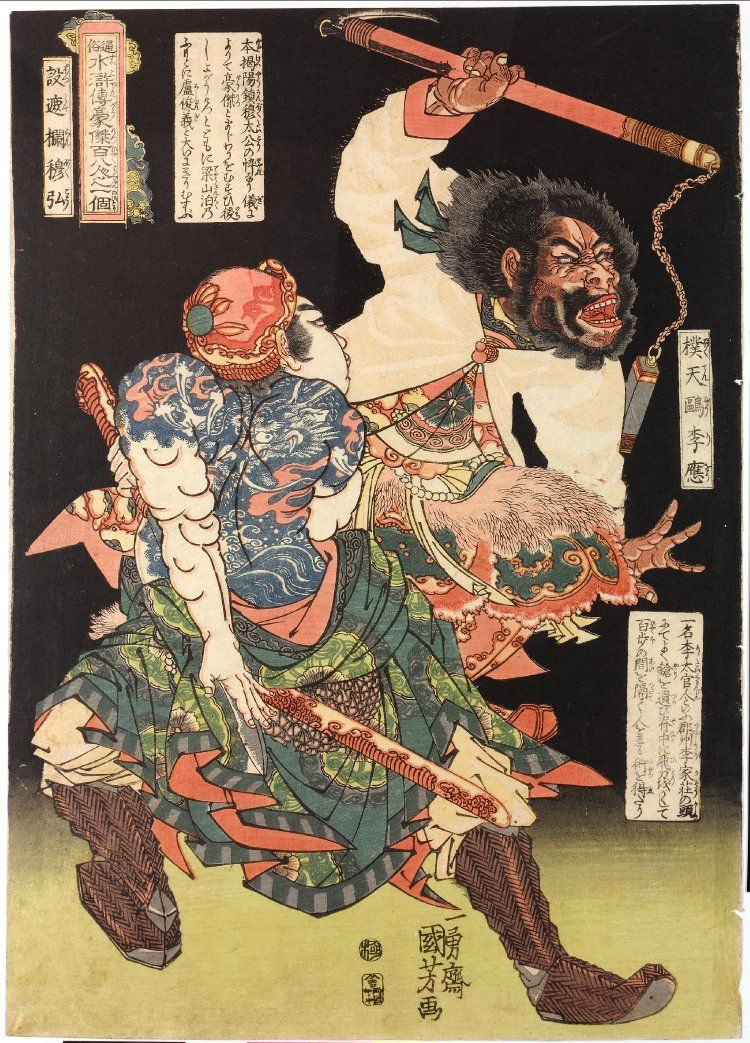
Mục Hoằng đeo gươm và Lý Ứng

## Xuất thân
Hai anh em ông có một gia trang lớn ở Trấn Yết Dương, Mục Gia Trang là một trong Tam Bá ở Trấn Yết Dương. Một lần Bệnh Đại Trùng Tiết Vĩnh (sau này là Bộ quân phó tướng của trại Thủy Hử) tới mãi võ kiếm tiền do không vào ra mắt anh em họ Mục nên Mục Xuân cấm tất cả người dân không ai được cho tiền, người dân sợ uy thế anh em họ Mục nên chỉ đứng xem diễn võ mà không ai cho Tiết Vĩnh một đồng nào. Vừa thay lúc đó Tống Giang bị đi đày sang Giang Châu qua đó dừng lại xem Tiết Vĩnh diễn võ, mang tiền cho Tiết Vĩnh 5 lạng bạc. Mục Xuân thấy vậy liền gây sự toan đánh Tống Giang, bị Tiết Vĩnh đánh cho thua phải bỏ chạy về. Mục Hoằng biết truyện tức giận liền hạ lệnh cho tất cả nhà nhà trong trấn không ai được cho Tống Giang ở trọ qua đêm rồi cho người lùng bắt Tiết Vĩnh. Tống giang đi tìm chỗ nghỉ nhờ không may lại lọt vào Mục gia trang, gặp đúng lúc Mục Hoằng đang tức giận liền cùng hai vị công sai bỏ đi. Bị anh em họ Mục truy đuổi, 3 người lại suýt mất mạng trong tay Thuyền Hoả Nhi Trương Hoành, may sao có bọn Lý Tuấn đến kịp cứu được. Gặp được Tống Công Minh, anh em họ Mục và Trương Hoành vui mừng khôn tả. Sau này khi 17 vị hảo hán Lương Sơn cướp pháp trường Giang Châu cứu Tống Giang và Đới Tung, anh em Mục Hoằng cùng với anh em họ Trương, anh em học Đồng, Lý Tuấn, Lý Lập, Tiết Vĩnh đến ứng cứu. Khi lên Lương Sơn ông tham gia nhiều trận đánh nổi tiếng như Chúc gia trang, Đại chiến Hô Diên Chước, Đại phá phủ Đại Danh. Lúc tụ họp đủ 108 anh hùng, ông được giữ chức vị Mã quân bát hổ tiên phong sứ. Sau khi quân Lương Sơn quy thuận Triều đình, được sai đi đánh dẹp bọn giặc Liêu, Điền Hổ, Vương Khánh, Phương Lạp ông cũng lập được nhiều công lao. Tại Hàng Châu, ông cùng các tướng Trương Hoành, Chu Quý, Khổng Minh, Dương Lâm, Bạch Thắng bị ốm nặng, Tống Giang sai Chu Phú và Mục Xuân ở lại chăm sóc. Sau cùng, tất cả đều ốm chết chỉ có Dương Lâm và Mục Xuân còn sống trở về.